# Michaił Markosow
Michaił Markosow (ur. 29 czerwca 1985 w Budionnowsku) – rosyjsko-armeński piłkarz, grający jako napastnik.

## Kariera piłkarska

### Kariera klubowa
Zawodnik różnych rosyjskich klubów, głównie drugoligowych i trzecioligowych. 25 kwietnia 2019 został piłkarzem Kubania Krasnodar.